# Копалнік-Дял
Копалнік-Дял (рум. Copalnic-Deal) — село у повіті Марамуреш в Румунії. Входить до складу комуни Копалнік-Менештур.
Село розташоване на відстані 390 км на північний захід від Бухареста, 17 км на південь від Бая-Маре, 81 км на північ від Клуж-Напоки.

## Населення
За даними перепису населення 2002 року у селі проживали 104 особи, усі — румуни. Усі жителі села рідною мовою назвали румунську.